# Décès en 1940
Décès
- 1936
- 1937
- 1938
- 1939
- 1940
- 1941
- 1942
- 1943
- 1944

Cet article présente une liste de personnalités mortes au cours de l'année 1940.

Les mois de l'année font également l'objet de listes spécifiques :

## Décès par mois

### Date précise inconnue
- Louis Ferdinand Antoni, peintre et sculpteur français (° 1872).
- Emmanuel Barcet, peintre, dessinateur, aquafortiste, affichiste et humoriste français (° 1870).
- Louis-Auguste Boisrond-Canal, homme politique et militaire haïtien (° 1er mars 1847).
- Domingo Carulla, footballeur espagnol (° 1903).
- Charles Duvent, peintre français (° 24 juin 1867).
- Léon Pierre Félix, peintre français (° 17 août 1869).
- Ettore Forti, peintre italien (° 1850).
- Cécile Hartog, compositrice et pianiste anglaise (° 1857).
- Louis Vallet, aquarelliste et illustrateur français (° 26 février 1856).

### Janvier
- 2 janvier : Albert Richter, coureur cycliste allemand (° 14 octobre 1912).
- 4 janvier : René Hérisson, poète et peintre animalier français (° 24 mai 1857).
- 5 janvier : Richard Roundell, homme politique britannique (° 4 novembre 1872).
- 9 janvier : Paolo Baratta, peintre italien (° 14 août 1874).
- 10 janvier :
  - Félix Albert Anthyme Aubert, peintre et artiste décorateur français (° 24 mai 1866).
  - Paul de Castro, peintre français (° 5 juillet 1882).
- 12 janvier : Xavier Neujean, homme politique belge (° 25 février 1865).
- 15 janvier :
  - Vilis Plūdons (né Vilis Lejnieks), poète et écrivain letton (° 9 mars 1874).
  - Zdenek Rykr, peintre, illustrateur, graphiste, journaliste et scénographe austro-hongrois puis tchécoslovaque (° 26 octobre 1900).
- 16 janvier :
  - Earl Dwire, acteur américain (° 3 octobre 1883).
  - Lily Williams, peintre irlandaise (° 20 octobre 1874).
- 17 janvier : Max Silbert, peintre français d'origine russe (° 3 novembre 1871).
- 20 janvier : Henri Brugnot, peintre français (° 24 mars 1874).
- 22 janvier : Edwin Carewe, réalisateur, acteur, producteur et scénariste américain (° 5 mars 1883).
- 25 janvier : Léon Frédéric, peintre belge (° 26 août 1856).
- 26 janvier : Gaston Larée, peintre et décorateur français (° 6 décembre 1867).
- 27 janvier : Mathurin Janssaud, peintre français (° 29 mars 1857).
- 28 janvier : Mirsäyet Soltanğäliev, bolchevik russe puis soviétique (° 13 juillet 1892).
- 30 janvier : Justí Guitart i Vilardebó, évêque d'Urgell et coprince d'Andorre (° 16 décembre 1875).
- ? janvier : Ernest Victor Romanet,  peintre français (° 30 juillet 1876).

### Février
- ? février : Zheng Pingru, espionne chinoise de la seconde guerre sino-japonaise (° 1918).
- 4 février : Heinrich Böhler, industriel, collectionneur d'œuvres d'art, peintre et photographe austro-suisse (° 1er août 1881).
- 8 février : Paul Wattson, prêtre épiscopalien américain converti au catholicisme (° 16 janvier 1863).
- 11 février : 
  - John Buchan, gouverneur général du Canada (° 26 août 1875).
  - Geoffrey H. Malins, scénariste, réalisateur, producteur et directeur de la photographie britannique (° 18 novembre 1886).
  - J.-H. Rosny aîné, écrivain d'origine belge (° 17 février 1856).
- 12 février : Vsevolod Meyerhold, metteur en scène russe (° 9 février 1874).
- 17 février : Adolphe Marais, peintre français (° 25 avril 1856).
- 26 février : Nicolae Tonitza, peintre et graphiste roumain (° 13 avril 1886).
- 28 février : Arnold Dolmetsch, musicien britannique né en France (° 24 février 1858).
- 27 février : Peter Behrens, architecte, peintre, graveur, designer et typographe allemand (° 14 avril 1868).
- 29 février :
  - Edward Frederic Benson, écrivain britannique (° 24 juillet 1867).
  - Josef Swickard, acteur germano-américain (° 26 juin 1866).
- ? : février : Nikolaï Iejov, policier et homme politique russe puis soviétique (° 19 avril 1895).

### Mars
- 3 mars : Joseph Ovide Brouillard, homme politique fédéral provenant du Québec (° 17 janvier 1859).
- 4 mars : Gao Lingwei, homme politique chinois (° 12 septembre 1870).
- 9 mars :
  - Bolesław Buyko, peintre polonais (° 7 octobre 1876).
  - Morin-Jean, archéologue, peintre, graveur et illustrateur français (° 9 mai 1877).
- 10 mars : Mikhaïl Boulgakov, écrivain russe (° 15 mai 1891).
- 15 mars : Ferdinand Hellmesberger, chef d'orchestre, violoncelliste et compositeur autrichien (° 24 janvier 1863).
- 16 mars :
  - Lucien Roudier, peintre et illustrateur français (° 2 janvier 1894).
  - Samuel Untermyer, Personnalité du monde des affaires et homme politique américain (° 6 mars 1858).
- 18 mars :
  - Albert Koerttgé, graveur, aquarelliste, architecte et enseignant français (° 21 janvier 1861).
  - Roderic O'Conor, peintre et graveur irlandais (° 17 octobre 1860).
- 19 mars : Gustave Sap, homme politique belge (° 21 janvier 1886).
- 24 mars : Édouard Branly, physicien, père de la TSF (° 23 octobre 1844).
- 26 mars : Richard Squires, premier ministre de Terre-Neuve.
- 27 mars : 
  - Paulin Bertrand, peintre et sculpteur français (° 4 février 1852).
  - Michael Savage, premier ministre de Nouvelle-Zélande (° 23 mars 1872).
- 31 mars : Carlo Bugatti, décorateur Art nouveau (° 16 février 1856).

### Avril
- 1er avril : Augusta Gillabert, agricultrice suisse.
- 6 avril : Andrés Isasi, compositeur et pianiste basque espagnol (° 28 octobre 1890).
- 7 avril : William Faversham, acteur, metteur en scène et producteur de théâtre anglais (° 12 février 1868).
- 9 avril : Jean Verdier, cardinal français, archevêque de Paris (° 19 février 1864).
- 15 avril : Ethel Brilliana Tweedie, écrivain, photographe, peintre, aquarelliste et illustratrice britannique  (° 1er janvier 1862).
- 16 avril : 
  - Charles W. Bartlett, peintre britannique (° 1er juin 1860).
  - Abdelhamid Ben Badis, religieux musulman et homme politique algérien (° 4 décembre 1869).
- 17 avril : Alfred Lesbros, peintre français (° 12 janvier 1873).
- 19 avril : Kārlis Padegs, graphiste et peintre letton (° 8 octobre 1911).
- 23 avril : Marie Joseph Butler, religieuse irlandaise (° 22 juillet 1860).
- 24 avril : Fanny Brate, peintre suédoise (° 26 février 1862).
- 27 avril : Joaquim Mir, peintre espagnol (° 6 janvier 1873).
- 28 avril : Beatrice Triangi, aristocrate viennoise (° 6 mai 1868).

### Mai
- 1er mai : Maurice Le Scouëzec, peintre et graveur français (° 1er octobre 1881).
- 2 mai : James Bowman, politicien ontarien.
- 6 mai : Ernest Gillet, compositeur et violoncelliste français (° 13 septembre 1856).
- 8 mai : Cesare Pascarella, poète d'expression en dialecte italien et peintre (° 28 avril 1858).
- 10 mai : « Fortuna » (Diego Mazquiarán Torróntegui), matador espagnol (° 20 février 1895).
- 12 mai : Michel D'Hooghe, coureur cycliste belge (° 19 mai 1912).
- 13 mai : Fernand Lemay, coureur cycliste français (° 26 octobre 1913).
- 14 mai : Emma Goldman, philosophe politique américaine d'origine lituanienne (° 27 juin 1869).
- 16 mai : Jean Lasne, peintre français (° 7 octobre 1911).
- 18 mai : Julien Buge, footballeur français (° 18 février 1913).
- 22 mai : 
  - Joseph-Guillaume-Laurent Forbes, archevêque d'Ottawa (° 10 août 1865).
  - Julien Vervaecke, coureur cycliste belge (° 3 novembre 1899).
- 28 mai :
  - Walter Connolly, acteur américain (° 8 avril 1887).
  - Charles Malfray, sculpteur et peintre français (° 19 juillet 1887).

### Juin
- 2 juin :
  - Platon Kerjentsev, Homme d'État, journaliste, économiste et écrivain russe puis soviétique (° 4 août 1881).
  - Ernesto Laroche, peintre, aquafortiste et critique d'art uruguayen (° 8 mars 1879).
- 7 juin : Charles N'Tchoréré, militaire français d'origine gabonaise (° 15 novembre 1896).
- 9 juin : Károly Kernstok, peintre hongrois (° 23 décembre 1873).
- 10 juin :
  - Émile Diot, coureur cycliste français (° 3 juillet 1912).
  - Marcus Garvey, fondateur du journal The Negro World et de la Black Star Line (° 17 août 1887).
- 12 juin : Joannès Drevet, peintre et graveur français (° 25 mai 1854).
- 13 juin : 
  - Sophie Morgenstern, psychiatre et psychanalyste française (° 1er avril 1875).
  - Bob Swanson, pilote automobile américain (° 20 août 1912).
- 14 juin :
  - Pierre Aguétant, poète et écrivain de langue française (° 27 avril 1890).
  - Louis Billotey, peintre français (° 30 novembre 1883).
  - Édouard Delduc, graveur sur bois, peintre et céramiste français (° 22 mai 1864).
- 16 juin : Richard Maguet, peintre français (° 7 mars 1896).
- 19 juin : Maurice Jaubert, compositeur français (° 3 janvier 1900).
- 20 juin :
  - Jehan Alain, compositeur et organiste français (° 3 février 1911).
  - Charley Chase, acteur, réalisateur, producteur, scénariste et compositeur américain (° 20 octobre 1893).
- 21 juin :
  - Tjerk Bottema, peintre, décorateur et illustrateur néerlandais (° 4 mars 1882).
  - Tomasz Stankiewicz, coureur cycliste sur piste polonais (° 28 décembre 1902).
  - Édouard Vuillard, peintre français (° 12 novembre 1868).
- 23 juin : Hermann-Paul, peintre et illustrateur français (° 27 décembre 1864).
- 24 juin : François Richard de Montholon, peintre français (° 23 juin 1856).
- 25 juin : George Hackathorne, acteur américain (° 13 février 1896).
- 28 juin : Italo Balbo, maréchal italien (° 6 juin 1896).
- 29 juin :
  - Paul Klee, peintre allemand (° 18 décembre 1879).
  - Nicolas Soukhanov, homme politique et économiste russe puis soviétique (° 9 décembre 1882).

### Juillet
- 1er juillet : Madeleine Lavanture, peintre française (° 8 février 1913).
- 4 juillet : Józef Pankiewicz, peintre et enseignant polonais (° 29 novembre 1866).
- 6 juillet : Raphy Dallèves, peintre suisse de l’École de Savièse (° 26 janvier 1878).
- 8 juillet : Granville Bates, acteur américain (° 7 janvier 1882).
- 12 juillet : Francisco Maroto,  militant anarchiste espagnol (° 15 mars 1906).
- 14 juillet : Václav Hradecký, peintre, dessinateur et caricaturiste austro-hongrois puis tchécoslovaque (° 21 octobre 1867).
- 15 juillet :
  - Donald Calthrop, acteur britannique (° 11 avril 1888).
  - Robert Wadlow,  homme américain le plus grand du monde (° 22 février 1918).
- 28 juillet : Étienne Mondineu, peintre français (° 27 janvier 1872).
- 30 juillet : Frank Carrel,  éditeur, homme d'affaires et homme politique canadien (° 7 septembre 1870).
- 31 juillet : Elfriede Lohse-Wächtler, peintre allemande (° 4 décembre 1899).

### Août
- 3 août : Frederic C. Howe, homme politique américain (° 21 novembre 1867).
- 4 août : Vladimir Jabotinsky, homme politique sioniste (° 18 octobre 1880).
- 7 août : Eugenie Schwarzwald, pédagogue, écrivaine, philosophe autrichienne (° 4 juillet 1872).
- 16 août : Henri Desgrange, coureur cycliste, dirigeant sportif et journaliste français (° 31 janvier 1865).
- 18 août : Kamal-ol-Molk, peintre iranien (° 29 septembre 1848).
- 21 août : Léon Trotsky, homme politique russe puis soviétique (° 7 novembre 1879).
- 27 août : Israël Leizer Karp, premier fusillé au camp de Souge (° 20 janvier 1886).
- 29 août : Arthur De Greef, pianiste et compositeur belge (° 10 octobre 1862).

### Septembre
- 1er septembre : André Eugène Costilhes, peintre et décorateur français (° 8 avril 1865).
- 2 septembre : 
  - Maude Abbott, médecin et féministe (° 1869).
  - Eddie Collins, acteur américain (° 30 janvier 1883).
  - Maximilian von Hoen, historien militaire autrichien (° 17 février 1867).
- 3 septembre : Leon Senf, peintre, céramiste et graveur néerlandais (° 11 mars 1860).
- 4 septembre : 
  - Madeleine Sharps Buchanan, écrivaine américaine (° 15 janvier 1886).
  - Angelo Gremo, coureur cycliste italien (° 3 décembre 1887).
- 5 septembre : Charles de Broqueville, homme d'État belge (° 4 décembre 1860).
- 7 septembre : Laura Borden, femme de Robert Borden (° 26 novembre 1861).
- 11 septembre : Issy Smith, militaire et homme politique britannique puis australien (° 11 septembre 1840).
- 15 septembre : Dick Ket, peintre néerlandais (° 10 octobre 1902).
- 17 septembre : Walter Bondy, dessinateur, photographe et collectionneur d'art autrichien (° 28 décembre 1880).
- 21 septembre : Hans Emmenegger, peintre, dessinateur, graveur et philatéliste suisse (° 19 août 1866).
- 23 septembre : Rhené-Baton, chef d'orchestre et compositeur français (° 5 septembre 1879).
- 24 septembre : Béla Iványi-Grünwald, peintre hongrois (° 6 mai 1867).
- 26 septembre : Walter Benjamin, philosophe et critique littéraire allemand (° 15 juillet 1892).
- 27 septembre : Aladár Székely, photographe hongrois (° 5 mars 1870).
- 30 septembre : Walter Kollo, compositeur allemand (° 28 janvier 1878).
- ? septembre : Robert Hénard, écrivain, peintre et illustrateur français (° 25 janvier 1871).

### Octobre
- 1er octobre : Armand Hubert, homme politique belge (° 15 août 1857).
- 11 octobre : Vito Volterra, mathématicien et physicien italien (° 3 mai 1860).
- 12 octobre : Hasegawa Toshiyuki, peintre japonais (° 9 juillet 1891).
- 17 octobre : Henri Jamet, peintre français (° 25 septembre 1858).
- 19 octobre : Komaram Bheem, révolutionnaire indien (° 22 octobre 1901).
- 22 octobre : Fernand Sabatté, peintre français (° 14 mai 1874).
- 26 octobre : Olga Boznańska, peintre polonaise (° 15 avril 1865).

### Novembre
- 1er novembre : Maurice Leloir, peintre aquarelliste, dessinateur, graveur, écrivain et collectionneur français (° 1er novembre 1853).
- 2 novembre : Alexis Douce de la Salle, peintre français (° 27 décembre 1869).
- 4 novembre :
  - Manuel Azaña y Díaz, homme politique espagnol (° 10 janvier 1880).
  - Harry Bernard, acteur du cinéma américain (° 13 janvier 1878).
- 7 novembre : Bernardo Barbiellini Amidei, homme politique italien (° 24 janvier 1896).
- 8 novembre : Edwin Milton Abbott, avocat et poète américain (° 4 juin 1877).
- 9 novembre : Arthur Neville Chamberlain, homme politique britannique (° 18 mars 1869).
- 10 novembre : Beekman Winthrop, homme politique américain (° 18 septembre 1874).
- 19 novembre ou 22 novembre : Wacław Berent, écrivain, romancier et traducteur polonais (° 28 septembre 1873).
- 20 novembre  : Robert Lane, footballeur international canadien (° 15 janvier 1882).
- 25 novembre : Gaspare Bona, pilote automobile sur circuit, aviateur, compositeur et directeur de société italien (° 18 décembre 1895).
- 27 novembre : Henri Guillaumet, aviateur français abattu par la chasse italienne (° 29 mai 1902).

### Décembre
- 5 décembre : Wilfred Lucas, acteur, réalisateur et scénariste américain d'origine canadienne (° 30 janvier 1871).
- 7 décembre : Arthur Ahnger, skipper finlandais, médaillé de bronze aux jeux olympiques de 1912 (° 28 février 1886).
- 8 décembre : Paul Thomas, peintre fançais (° 30 novembre 1859).
- 11 décembre : Fernand Cocq, homme politique belge (° 5 juillet 1861).
- 12 décembre : Hans Wagner-Schönkirch, compositeur, chef de chœur, pédagogue et théoricien autrichien (° 19 décembre 1872).
- 16 décembre : William Wallace, compositeur, musicologue, théoricien et pédagogue britannique d'origine écossaise (° 3 juillet 1860).
- 19 décembre : Giulio Alessio, économiste, homme politique et universitaire italien (° 13 mai 1853).
- 21 décembre : Francis Scott Fitzgerald, romancier américain (° 24 septembre 1896).
- 23 décembre : Philippe Maliavine, peintre russe puis soviétique (° 22 octobre 1869).
- 26 décembre  : Reidar Amble Ommundsen, sauteur à ski et footballeur norvégien (° 17 mars 1890).
- 27 décembre : Louis Hayet, peintre post-impressionniste français (° 29 août 1864).
- 29 décembre :
  - Alberto Balderas, matador mexicain (° 8 octobre 1910).
  - Hanna Hirsch-Pauli, peintre suédoise (° 13 janvier 1864).
- 30 décembre : Joseph Malègue romancier et théologien catholique français (° 8 décembre 1876).
- ? décembre : Xhafer Ypi, bektashi musulman albanais (° 1880).